# Valencia Fútbol Club
Valencia Fútbol Club fue un club profesional de fútbol venezolano, de la ciudad de Valencia. Fue fundado el 24 de septiembre de 1964 con el nombre Valencia Fútbol Club. Participó en el campeonato de Tercera División de Venezuela, concretamente en el Apertura 2013.

## Historia
En 1964 se fundó el equipo por iniciativa de Oswaldo Michelena, Ecari, Rodolfo Noya, el entrenador brasileño Orlando Fantoni y el periodista Francisco Silvino Nagaris, incorporándose luego Concheto Di Tommasi. Su debut lo hizo directamente en la Primera División de Venezuela en 1965. Valencia FC, debutante, estuvo a punto de no participar en aquel torneo de 1965 y desaparecer, según escribió el periodista Ildemaro Alguíndigue:

"Allí fue cuando surgió la iniciativa de un grupo de aficionados de nacionalidad italiana, entre quienes se recuerdan a Gaetano y Gino Furnari, Atilio Di Ruppo, Tommaso Amadio, Gennaro Ambrosio, Enrique Tangari, Mario Borsari, Ezio Lancia, Franco Spinale, Carmelo Capizzi, Franco Ferrari, además de Américo Suárez. Ellos revitalizaron la divisa, y el entusiasmo y dedicación de sus actuales directivos"
El Nacional, 15 de febrero de 1970, página B-3

En aquel año de 1965 en su debut, el Valencia Fútbol Club logra titularse campeón de la Copa Caracas (hoy Copa Venezuela) venciendo al Lara Fútbol Club, siendo el primer equipo no capitalino en lograrlo.     

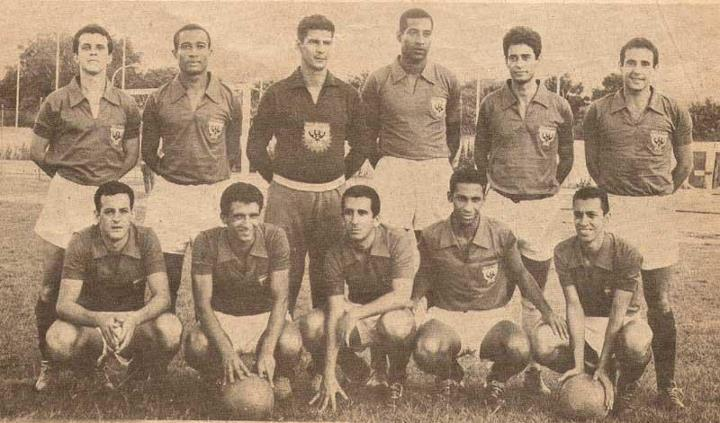
Valencia F.C. 1965

En 1971 se corona campeón absoluto de la Primera División de Venezuela de la mano del director técnico Walter «Cata» Roque, hasta la actualidad sigue siendo el único equipo carabobeño en lograrlo.
En 1978 logra su segunda Copa Venezuela al derrotar a la Universidad de Los Andes Fútbol Club.
Debido a sus múltiples problemas económicos, deciden vender su cupo al recién creado Carabobo Fútbol Club en 1996, desde ese entonces pasa al fútbol amateur.
El 15 de septiembre de 2013 regresa al fútbol profesional venezolano, usando la denominación: Fundación Valencia FC, con Guillermo Parra como presidente y Carlos «Motorcito» Hernández como Director Técnico para participar en el torneo de Tercera División de Venezuela. Hace su debut este día contra Victorianos FC cayendo derrotados 0 - 1 en partido realizado en el Club Social Madeirense en San Diego, estado Carabobo.

## Datos del club
- Fundación: 24 de septiembre de 1964.
- Temporadas en 1.ª: 1965 - 1982; 1990/91; 1993/94
- Temporadas en 2.ª:  11 1983 - 1990; 1991/92 - 1992/93.
- Temporadas en 3.ª: Tercera División Venezolana 2013/14
- Mayor goleada conseguida:
  - En campeonatos nacionales:
    - 28 de julio de 1974: Valencia Fútbol Club 8 - 1 Club Deportivo Portugués

  - En campeonatos Internacionales:
    - Copa Libertadores de América: 3 de marzo de 1970 Valencia Fútbol Club 3 - 1 Deportivo Galicia
- Peor goleada recibida:
  - En campeonatos nacionales:
    - 30 de enero de 1991: Club Sport Marítimo 6 - 0 Valencia Fútbol Club

  - En campeonatos Internacionales:
    - Copa Libertadores de América 15 de marzo de 1970:  Peñarol 11 - 2 Valencia Fútbol Club. (Récord del torneo)
- Mejor puesto en la liga: 1.º. (1970-1971)
- Peor puesto en la liga:
- Mejor Participación Internacional:
- Participaciones Internacionales:
  - Copa Libertadores de América (3): 1970, 1972, 1974.
  - Copa Ganadores de Copa (1): 1971

### Distinciones individuales

#### Goleadores de 1.ª
- Aurelio Dos Santos: (1969) 19 goles.
- José Ferreira: (1973) 13 goles.

## Palmarés

### Torneos nacionales
- Primera División de Venezuela (1): 1971
- Segunda División de Venezuela (1): 1990
- Copa Venezuela (2): 1965 y 1978
- Supercopa Venezuela (1) : 1965